# Liste der Kulturdenkmale in Drohndorf
Die Liste der Kulturdenkmale in Drohndorf enthält die Kulturdenkmale des Landesamtes für Denkmalpflege und Archäologie in Sachsen-Anhalt im Ortsteil Drohndorf der Gemeinde Aschersleben und ist eine Teilliste der Liste der Kulturdenkmale in Aschersleben. Grundlage ist das Denkmalverzeichnis des Landes Sachsen-Anhalt, das auf Basis des Denkmalschutzgesetzes des Landes Sachsen-Anhalt, welches am 21. Oktober 1991 durch das Landesamt erstellt und seither laufend ergänzt wurde (Stand: 31. Dezember 2022).

## Legende
In den Spalten befinden sich folgende Informationen:
- Lage: Nennt den Straßennamen und wenn vorhanden die Hausnummer des Kulturdenkmals. Die Grundsortierung der Liste erfolgt nach dieser Adresse. Der Link „Karte“ führt zu verschiedenen Kartendarstellungen und nennt die geographischen Koordinaten.
Link zu einem Kartenansichtstool, um Koordinaten zu setzen. In der Kartenansicht sind Baudenkmale ohne Koordinaten mit einem roten bzw. orangen Marker dargestellt und können in der Karte gesetzt werden. Baudenkmale ohne Bild sind mit einem blauen bzw. roten Marker gekennzeichnet, Baudenkmale mit Bild mit einem grünen bzw. orangen Marker.
- Offizielle Bezeichnung: Nennt den Namen, die Bezeichnung oder zumindest die Art des Kulturdenkmals und verlinkt, soweit vorhanden, auf den Artikel zum Objekt.
- Beschreibung: Nennt bauliche und geschichtliche Einzelheiten des Kulturdenkmals, vorzugsweise die Denkmaleigenschaften.
- Erfassungsnummer: Für jedes Kulturdenkmal wird in Sachsen-Anhalt eine 20stellige Erfassungsnummer vergeben. Die letzten zwölf Ziffern werden für die Untergliederung nach Teilobjekten genutzt und werden nur angegeben, soweit vergeben. In dieser Spalte kann sich folgendes Icon  befinden, dies führt zu Angaben zu diesem Baudenkmal bei Wikidata.
- Ausweisungsart: Die Einordnung des Denkmales nach § 2 Abs. 2 DenkmSchG LSA
- Bild: Ein Bild des Denkmales, und gegebenenfalls einen Link zu weiteren Fotos des Kulturdenkmals im Medienarchiv Wikimedia Commons. Wenn man auf das Kamerasymbol klickt, können Fotos zu Kulturdenkmalen aus dieser Liste hochgeladen werden:

## Kulturdenkmale
| Lage                                         | Bezeichnung  | Beschreibung  | Erfassungs- nummer | Ausweisungsart | Bild           |
| -------------------------------------------- | ------------ | ------------- | ------------------ | -------------- | -------------- |
| Am Schmiedeplatz 66 (Karte)                  | Gasthaus     |               | 094 80988          | Baudenkmal     | Gasthaus       |
| Drohndorfer Landstraße 106 (Karte)           | Bauernhof    |               | 094 80998          | Baudenkmal     | Bauernhof      |
| Drohndorfer Landstraße 116 (Karte)           | Wohnhaus     |               | 094 80999          | Baudenkmal     | BW             |
| Drohndorfer Landstraße 126, 148, 149 (Karte) | Häusergruppe |               | 094 81000          | Denkmalbereich | Häusergruppe   |
| Drohndorfer Landstraße 157 (Karte)           | Wohnhaus     |               | 094 81001          | Baudenkmal     | BW             |
| Drohndorfer Landstraße 162 (Karte)           | Bauernhof    |               | 094 81008          | Baudenkmal     | Bauernhof      |
| Drohndorfer Landstraße 176 (Karte)           | Bauernhof    |               | 094 81002          | Baudenkmal     | BW             |
| Drohndorfer Landstraße 25 (Karte)            | Bauernhof    |               | 094 81003          | Baudenkmal     | Bauernhof      |
| Drohndorfer Landstraße 26 (Karte)            | Wohnhaus     |               | 094 81004          | Baudenkmal     | Wohnhaus       |
| Friedhofstraße 162a (Karte)                  | Wohnhaus     |               | 094 80989          | Baudenkmal     | BW             |
| Friedhofstraße 167 (Karte)                   | Wohnhaus     |               | 094 80990          | Baudenkmal     | Wohnhaus       |
| Friedhofstraße 168 (Karte)                   | Wohnhaus     |               | 094 80991          | Baudenkmal     | BW             |
| Gottlieb-Luther-Straße (Karte)               | Kirche       |               | 094 80992          | Baudenkmal     | Weitere Bilder |
| Gottlieb-Luther-Straße 30, 31 (Karte)        | Bauernhof    |               | 094 80993          | Baudenkmal     | Bauernhof      |
| Gottlieb-Luther-Straße 31 (Karte)            | Bauernhof    |               | 094 80994          | Baudenkmal     | BW             |
| Gottlieb-Luther-Straße 36, 37 (Karte)        | Bauernhof    |               | 094 80995          | Baudenkmal     | BW             |
| Gottlieb-Luther-Straße 37 (Karte)            | Bauernhof    |               | 094 03651          | Baudenkmal     | BW             |
| Gottlieb-Luther-Straße 41 (Karte)            | Bauernhof    |               | 094 10019          | Baudenkmal     | BW             |
| Gottlieb-Luther-Straße 42 (Karte)            | Wohnhaus     |               | 094 10020          | Baudenkmal     | BW             |
| Gottlieb-Luther-Straße 43 (Karte)            | Bauernhof    |               | 094 10021          | Baudenkmal     | BW             |
| Gottlieb-Luther-Straße 44 (Karte)            | Bauernhof    |               | 094 80996          | Baudenkmal     | BW             |
| Hohler Graben 136 (Karte)                    | Bauernhof    |               | 094 80997          | Baudenkmal     | BW             |
| Oberdorf 67 (Karte)                          | Bauernhof    | Wichmanns Hof | 094 80310          | Baudenkmal     | BW             |
| Oberdorf 68 (Karte)                          | Wohnhaus     |               | 094 81006          | Baudenkmal     | BW             |
| Oberdorf 70, 71 (Karte)                      | Bauernhof    |               | 094 81007          | Baudenkmal     | BW             |
| Oberdorf 89 (Karte)                          | Wohnhaus     |               | 094 10018          | Baudenkmal     | BW             |
| Sonnenblumenweg 18 (Karte)                   | Taubenturm   |               | 094 81005          | Baudenkmal     | Taubenturm     |